# Championnats de France d'athlétisme en salle 2021
Navigation
Championnats 2020 Championnats 2022
Les 50es Championnats de France d'athlétisme en salle se déroulent les 20 et 21 février 2021 au Stadium Métropole de Miramas.
En raison de la pandémie de Covid-19, ces championnats sont entièrement disputés à huis clos. Pour la même raison, seuls les athlètes professionnels et ceux inscrits sur les listes ministérielles ont pu se qualifier pour la compétition.

## Programme
| Finales | 19 février                                | 20 février                                                                    | 21 février                                                           |
| ------- | ----------------------------------------- | ----------------------------------------------------------------------------- | -------------------------------------------------------------------- |
| Hommes  | 3 000 m, 5 000 m marche, Saut en longueur | 60 m, 400 m, 800 m, Saut en hauteur, Triple saut, Lancer du poids, Heptathlon | 200 m, 1 500 m, 60 m haies, Saut à la perche, Heptathlon             |
| Femmes  | 3 000 m, 3 000 m marche                   | 60 m, 400 m, 800 m, Saut en longueur, Saut à la perche, Lancer du poids       | 200 m, 1 500 m, 60 m haies, Saut en hauteur, Triple saut, Pentathlon |

## Résultats

### Hommes
| Épreuves         | Or                              | Argent                              | Bronze                          |
| ---------------- | ------------------------------- | ----------------------------------- | ------------------------------- |
| 60 m             | Mouhamadou Fall 6 s 64          | Amaury Golitin 6 s 64               | Jeremy Leroux 6 s 69            |
| 200 m            | Loïc Prévot 21 s 37             | Gautier Dautremer 21 s 45           | Pablo Matéo 21 s 46             |
| 400 m            | Thomas Jordier 46 s 13          | Nicolas Courbière 46 s 94           | Téo Andant 47 s 03              |
| 800 m            | Benjamin Robert 1 min 46 s 06   | Pierre-Ambroise Bosse 1 min 46 s 16 | Gabriel Tual 1 min 47 s 54      |
| 1 500 m          | Djilali Bedrani 3 min 40 s 27   | Azeddine Habz 3 min 40 s 30         | Baptiste Mischler 3 min 40 s 31 |
| 3 000 m          | Hugo Hay 7 min 52 s 42          | Yann Schrub 7 min 55 s 13           | Mehdi Belhadj 7 min 58 s 09     |
| 5 000 m marche   | Aurélien Quinion 19 min 51 s 20 | David Kuster 20 min 7 s 49          | Matteo Duc 20 min 18 s 46       |
| 60 m haies       | Wilhem Belocian 7 s 46          | Aurel Manga 7 s 58                  | Matteo Ngo 7 s 72               |
| Saut en hauteur  | Sébastien Micheau 2,19 m        | Matthieu Tomassi 2,16 m             | Taylor Minos 2,16 m             |
| Saut à la perche | Valentin Lavillenie 5,77 m      | Ethan Cormont 5,72 m                | Renaud Lavillenie 5,66 m        |
| Saut en longueur | Jean-Pierre Bertrand 7,83 m     | Yann Randrianasolo 7,68 m           | Julien Pauthonnier 7,55 m       |
| Triple saut      | Melvin Raffin 17,09 m           | Enzo Hodebar 16,66 m                | Yoann Rapinier 16,48 m          |
| Lancer du poids  | Frédéric Dagée 19,39 m          | Antoine Duponchel 18,27 m           | Jordan Guehaseim 16,89 m        |
| Heptathlon       | Jérémy Lelièvre 5 863 pts       | Romain Martin 5 805 pts             | Tristan Marcy 5 630 pts         |

### Femmes
| Épreuves         | Or                             | Argent                        | Bronze                                     |
| ---------------- | ------------------------------ | ----------------------------- | ------------------------------------------ |
| 60 m             | Cynthia Leduc 7 s 24           | Nasrane Bacar 7 s 41          | Eloïse de la Taille 7 s 42                 |
| 200 m            | Estelle Raffai 23 s 63         | Brigitte Ntiamoah 23 s 64     | Wided Atatou 23 s 66                       |
| 400 m            | Amandine Brossier 52 s 74      | Kalyl Amaro 53 s 27           | Shana Grebo 53 s 29                        |
| 800 m            | Léna Kandissounon 2 min 5 s 56 | Noélie Yarigo 2 min 5 s 56    | Charlotte Mouchet 2 min 8 s 45             |
| 1 500 m          | Claire Palou 4 min 12 s 62     | Aurore Fleury 4 min 13 s 69   | Alexa Lemitre 4 min 13 s 94                |
| 3 000 m          | Alice Finot 9 min 12 s 33      | Manon Trapp 9 min 14 s 87     | Leila Hadji 9 min 23 s 59                  |
| 3 000 m marche   | Eloïse Terrec 12 min 46 s 12   | Pauline Stey 12 min 48 s 98   | Camille Moutard 12 min 51 s 89             |
| 60 m haies       | Laëticia Bapté 7 s 93          | Cyrena Samba-Mayela 7 s 94    | Fanny Quenot 8 s 07                        |
| Saut en hauteur  | Solène Gicquel 1,86 m          | Claire Orcel 1,84 m           | Laureen Maxwell 1,82 m Aicha Moumin 1,82 m |
| Saut à la perche | Elina Giallurachis 4,41 m      | Margot Chevrier 4,21 m        | Thiziri Daci 4,11 m                        |
| Saut en longueur | Hilary Kpatcha 6,54 m          | Rougui Sow 6,32 m             | Maëlly Dalmat 6,30 m                       |
| Triple saut      | Rougui Sow 13,96 m             | Jeanine Assani-Issouf 13,73 m | Anne-Suzanna Fosther-Katta 13,00 m         |
| Lancer du poids  | Amanda Ngandu-Ntumba 16,24 m   | Caroline Métayer 15,55 m      | Antoinette Nana Djimou 14,53 m             |
| Pentathlon       | Célia Perron 4 434 pts         | Diane Marie-Hardy 4 380 pts   | Annaelle Nyabeu Djapa 4 337 pts            |